# Alex Gorsky
Alexander "Alex" Gorsky, född 24 maj 1960, är en amerikansk företagsledare som är styrelseordförande och VD för den globala läkemedelsbolaget Johnson & Johnson sedan 2012. Han sitter också som ledamot i koncernstyrelsen för det globala datorföretaget International Business Machines Corporation (IBM) sedan 2014. Dessförinnan var han anställd hos den amerikanska arméns United States Army Rangers och slutade där när han hade officersgraden kapten. Gorsky har också arbetat för Janssen Pharmaceutica och Novartis International AG samt var vice styrelseordförande för Johnson & Johnson mellan 2011 och 2012. Sedan 9 november 2021 sitter han även med i styrelsen för Apple.
Han avlade en kandidatexamen vid U.S. Military Academy och en master of business administration vid Wharton School.